# Satz von Landau (Funktionentheorie)
In der Funktionentheorie, einem der Teilgebiete der Mathematik,  behandelt der Satz von Landau, benannt nach Edmund Landau, eine obere Abschätzung für gewisse im offenen Einheitskreis {\displaystyle \mathbb {E} } gegebene holomorphe Funktionen.
Der Satz gab Anlass zu einer Anzahl von weitergehenden Untersuchungen, mit denen nicht zuletzt die von Landau gelieferte Abschätzung präzisiert wurde.

## Formulierung des Satzes
Er lässt sich angeben wie folgt:
Gegeben seien der offene Einheitskreis {\displaystyle \mathbb {E} =\{x\in X:|x|<1\}\subset \mathbb {C} } und darauf eine holomorphe Funktion {\displaystyle f\colon \mathbb {E} \rightarrow \mathbb {C} } und zudem zwei komplexe Zahlen {\displaystyle a_{0}} und {\displaystyle a_{1}} .
Dabei soll {\displaystyle f(0)=a_{0}} und {\displaystyle f'(0)=a_{1}} sein und weiter für {\displaystyle z\in \mathbb {E} } stets {\displaystyle f(z)\neq 0} und {\displaystyle f(z)\neq 1}  gelten.
Dann gilt:
Es gibt eine allein von {\displaystyle a_{0}} abhängige obere Schranke {\displaystyle M(a_{0})>0} , welche die Ungleichung 

{\displaystyle |a_{1}|\leq M(a_{0})}

erfüllt.

### Präzisierung der Schranke
Es lässt sich eine bestmögliche obere Schranke explizit angeben. Hier konnte gezeigt werden, dass stets die Ungleichung
{\displaystyle |a_{1}|\leq 2\cdot |a_{0}|\cdot {\bigl (}|\ln(|a_{0}|)|+A{\bigr )}\,,\,A={\frac {\left(\Gamma ({\tfrac {1}{4}})\right)^{4}}{4\cdot \pi ^{2}}}\approx 4{,}377}
erfüllt ist.